# Elisa Mevius
Elisa Mevius, född 23 april 2004 i Rendsburg, är en tysk basketspelare.
Elisa Mevius deltog vid olympiska sommarspelen 2024 och var en del av det tyska lag som tog guld i 3x3-basket.